# Allan Bateman
Allan Glen Bateman (Maesteg, 6 marzo 1965) è un ex rugbista a 13 e a 15 britannico, che rappresentò il Galles in entrambe le discipline nonché la Gran Bretagna nel XIII e i British and Irish Lions nel XV; inoltre partecipò sia alla Coppa del Mondo di rugby a 13 (nel 1995) che a quella di rugby a 15 (nel 1999; terminata l'attività professionistica è divenuto tecnico di laboratorio di ematologia pur continuando a giocare da dilettante.

## Biografia
Bateman crebbe nel Maesteg RFC, club della sua cittadina natale, prima di passare al Neath, con cui si mise in luce a livello nazionale tanto da venir convocato, nel 1990, nel Galles maggiore nel Cinque Nazioni di quell'anno a Cardiff contro la Scozia.
In corso di stagione, pur rimanendo dilettante nel XV, divenne professionista nel XIII nelle file dei Warrington Wolves, in Inghilterra; dal 1991 si dedicò solamente al XIII e fu convocato per la Gran Bretagna e a seguire per il Galles.
Rimase nel XIII fino al 1996, con una parentesi anche nel League australiano nel 1995 ai Cronulla Sharks prima di diventare professionista nel XV tra i londinesi del Richmond in English Premiership.
Nel 1996 fu convocato dai Barbarians per il match di chiusura del tour australiano in Europa
.
Nel 1997 fu convocato da Ian McGeechan per il tour dei British Lions in Sudafrica, nel corso del quale scese in campo nel terzo e ultimo dei test match previsti contro gli Springbok; a fine anno passò in Inghilterra al Northampton, con cui si aggiudicò la Heineken Cup 1999-2000; a livello internazionale, ancora, prese parte alla Coppa del Mondo di rugby 1999 in Regno Unito con il Galles.
Terminato l'impegno con Northampton nel 2001, tornò a Neath con cui, nel 2003, concluse la sua carriera professionistica.
Tuttavia, anche una volta impiegato a tempo pieno in un ospedale a Cardiff come tecnico di laboratorio di ematologia, ha continuato a giocare per circa dieci anni ancora da dilettante nelle serie inferiori gallesi di entrambe le discipline, nel Heol-y-Cyw di rugby a 15 e nei Bridgend Blue Bulls di rugby a 13.

## Palmarès
- Heineken Cup: 1
Northampton: 1999-2000